# Claudio Capponi
Claudio Capponi (* 20. Mai 1959 in Rom, Italien) ist ein italienischer Komponist, Arrangeur, Musikproduzent und Bratschist.

## Leben
Claudio Capponi studierte Piano, Bratsche und Komposition an der Accademia Nazionale di Santa Cecilia. Anschließend war er als erster Solist unter anderem am Orchestra dell'Accademia Nazionale di Santa Cecilia, dem Teatro dell’Opera di Roma und dem Teatro San Carlo tätig, wobei er mit Dirigenten wie Leonard Bernstein, Claudio Abbado, Lorin Maazel, Riccardo Muti, Carlo Maria Giulini und Giuseppe Sinopoli zusammenarbeitete. Außerhalb der klassischen Musik arbeitete er mit Pop- und Rocksängern wie Angelo Branduardi, Riccardo Cocciante, Richie Havens und Stephen Stills zusammen. Als Filmkomponist schrieb er unter anderem die Musik zu Jane Eyre, Mein Haus in Umbrien und The Fever.

## Filmografie (Auswahl)
- 1990: Liebe ohne Worte (La bocca)
- 1993: Netz der Vergangenheit (La fine è nota)
- 1993: Zeffirellis Spatz (Storia di una capinera)
- 1996: Geh, wohin Dein Herz Dich trägt (Va' dove ti porta il cuore)
- 1996: Jane Eyre
- 2003: Mein Haus in Umbrien (My House in Umbria)
- 2004: The Fever